# LaSalle (Québec)
LaSalle è un quartiere di Montréal, città del Canada, situata nella provincia del Québec.
Fino al 2002 la località è stata una municipalità a sé stante. Il quartiere si trova nella parte meridionale dell'isola di Montréal ed è bagnato dal fiume San Lorenzo.